# متنزه كينغز كانيون الوطني
حديقة كينغز كانيون الوطنية (بالإنجليزية: Kings Canyon National Park) هي حديقة وطنية أمريكية تفع في جنوب سييرا نيفادا، بين مقاطعتي فريسنو وتولار، كاليفورنيا. تم إنشاء الحديقة في الأصل عام 1890 باسم حديقة جرانت الوطنية العامة، وتم توسيع الحديقة بشكل كبير وإعادة تسميتها إلى حديقة كينغز كانيون الوطنية في 4 مارس 1940. واسم الحديقة كينغز كانيون هو اسم لوادي منحوت من الأنهار الجليدية الوعرة يمتد على عمق 1 ميل (1600 متر). تشمل الميزات الطبيعية الأخرى العديد من القمم التي يبلغ ارتفاعها 14,000 قدم (4,300 متر) والمراعي الجبلية العالية والأنهار سريعة التدفق، كما تشمل أكبر غابات العالم لأشجار السكويا العملاقة. تقع الحديقة شمال متنزه سيكويا الوطني ومجاورًا له، ويدار كل من المتنزهين بشكل مشترك من قبل إدارة المتنزهات الوطنية.
تم تصنيف غالبية المتنزه على أنه أنه منطقة برية الذي تبلغ مساحته 461،901 فدانًا (186،925 هكتارًا)، ويغلب عليه إنتشار مجموعة من الأنهار كنهر الملوك الأوسط ونهر ساوث فورك كينغز والعديد من الجداول الأصغر. تتركز المرافق السياحية في منطقتين هما منطقة جرانت جروف، موطن شجرة الجنرال جرانت (ثاني أكبر شجرة في العالم، تقاس بحجم الجذع)، ومنطقة سيدار جروف وتقع في قلب حديقة كينغز كانيون. المشي طوال اليوم ضروري للوصول إلى معظم المناطق الخلفية للحديقة والتلال المرتفعة، والتي تغطيها الثلوج العميقة معظم أيام السنة. مسار كريست تريل ومسار جون موير تريل المشترك، هو عبارة طريق للتنزه بواسطة حقائب الظهر يمر عبر كامل طول المتنزه من الشمال إلى الجنوب.
تم إنشاء حديقة غرانت الوطنية العامة في البداية لحماية منطقة صغيرة من أشجار السيكويا العملاقة من قطع الأشجار. على الرغم من أن زيارات جون موير لفتت انتباه الجمهور إلى المنطقة البرية الضخمة إلى الشرق، فقد استغرق الأمر أكثر من خمسين عامًا حتى يتم تصنيف كينغز كانيون المتبقية كمتنزه وطني. أرادت المجموعات البيئية وزوار المتنزهات والعديد من السياسيين المحليين رؤية المنطقة محفوظة؛ ومع ذلك، أرادت مصالح التنمية بناء سدود لتوليد الطاقة الكهرومائية في الوادي. حتى بعد أن قام الرئيس فرانكلين روزفلت بتوسيع الحديقة في عام 1940، استمرت المعركة حتى عام 1965، عندما تم ضم مناطق سدار جروف ووادي تيبيت أخيرًا إلى الحديقة.
مع ازدياد الزيارات بعد الحرب العالمية الثانية، دار مزيد من الجدل حول ما إذا كان ينبغي تطوير الحديقة كمنتجع سياحي، أو الاحتفاظ بها كبيئة طبيعية أكثر تقتصر على الترفيه البسيط مثل المشي لمسافات طويلة والتخييم. في نهاية المطاف تم الاحتفاظ بها كمحمية طبيعية. واليوم لا يوجد لدى الحديقة سوى خدمات ومساكن محدودة على الرغم من حجمها. وهذا ما سبب نقص في عدد الزوار والوصول إلى معظم مناطق المتنزه، حيث تظل حديقة كينغز كانيون هي الأقل زيارة من بين حدائق سييرا الكبرى، حيث زارها أقل من 700,000 زائر في عام 2017، مقارنة بـ 1.3 مليون زائر في حديقة سيكويا الوطنية  وأكثر من 4 مليون في متنزه يوسيميتي الوطني.

## أنظر أيضا
- حديقة هوت سبرينغس الوطنية
- حديقة دراي تورتوغاس الوطنية
- حديقة الجزيرة الملكية الوطنية
- حديقة ومحمية جريت ساند ديونز الوطنية
- حديقة فوياجرز الوطنية